# شیرجه در المپیک تابستانی ۱۹۰۸
شیرجه در بازی‌های المپیک تابستانی ۱۹۰۸ نام رویداد ورزش شیرجه در بازی‌های المپیک تابستانی بود که در سال ۱۹۰۸ برگزار شد.

## جدول مدال‌ها
| رتبه  | کشور                | طلا | نقره | برنز | مجموع |
| ۱     | آلمان               | ۱   | ۱    | ۱    | ۳     |
| ۱     | سوئد                | ۱   | ۱    | ۱    | ۳     |
| ۳     | ایالات متحده آمریکا | ۰   | ۰    | ۱    | ۱     |
|       |                     |     |      |      |       |
| مجموع | مجموع               | ۲   | ۲    | ۳    | ۷     |

## کشورهای شرکت کننده
- استرالزی (۱)
- بلژیک (۱)
- کانادا (۱)
- فنلاند (۲)
- آلمان (۵)
- بریتانیای کبیر (۱۶)
- ایتالیا (۱)
- سوئد (۱۰)
- ایالات متحده آمریکا (۲)